# Syrichthoschema katanganum
Syrichthoschema katanganum är en skalbaggsart som beskrevs av S. Endrödi 1977. Syrichthoschema katanganum ingår i släktet Syrichthoschema och familjen Dynastidae. Inga underarter finns listade i Catalogue of Life.